# American Standard
American Standard är rockbandet Seven Mary Threes andra studioalbum, utgivet den 5 september 1995. Det blev deras stora genombrottsalbum och innehåller stora delar av deras första album Churn.

## Låtförteckning
1. "Water's Edge" - 3:52
2. "Cumbersome" - 3:59
3. "Roderigo" - 4:24
4. "Devil Boy" - 4:24
5. "My My" - 2:52
6. "Lame" - 4:52
7. "Headstrong" - 4:46
8. "Anything" - 3:41
9. "Margaret" - 3:42
10. "Punch In Punch Out" - 2:47
11. "Favorite Dog" - 6:51